# Боромморачатхірат II
Боромморачатхірат II (тай. สมเด็จพระบรมราชาธิราชที่ 2) — король Аюттхаї. Син короля Інтарачі I. Після смерті батька, двоє старших братів вирішили змагатися за трон у битві на слонах, під час якої обидва загинули. Трон перейшов до наймолодшого сина Боромморачатхірата II. У пам'ять про братовбивство наказав на місці битви збудувати храм.
Під час походу в Камбоджу захопив і розграбував столицю Ангкор-Тхом.
Одружився з Маха Таммарая IV, принцесою королівства Сукхотай. Цим створив передумови для об'єднання двох королівств.
Після його смерті трон зайняв син Боромотрайлоканат.